# 2025년 3월 죽음
다음은 2025년 3월에 사망한 저명한 인물 목록이다.
- 3월 1일
  - 이탈리아의 축구인 툴리오 라네세
  - 일본의 사업가 미노몬타
  - 미국의 싱어송라이터 앤지 스톤
- 3월 2일
  - 러시아의 레슬링인 부바이사르 사이티예프
  - 독일의 정치인 베른하르트 포겔
- 3월 3일 - 이탈리아의 영화배우 엘레오노라 조르지
- 3월 4일 - 대한민국의 정치인 박명환
- 3월 5일
  - 대한민국의 야구감독 배성서
  - 대한민국의 정치인 최상철
  - 미국의 영화배우 파멜라 바흐
  - 오스트레일리아의 테니스선수 프레드 스톨
- 3월 6일 - 대한민국의 법조인 송진현
- 3월 7일 - 솔로몬 제도의 대주교 데이비드 분나기
- 3월 9일
  - 일본의 체조선수 나카야마 아키노리
  - 독일의 영화배우 한스 피터 코르프
- 3월 10일 - 대한민국의 가수 휘성
- 3월 11일
  - 불가리아의 역도인 노라이르 누리캰
  - 대한민국의 신학자 소윤정
  - 일본의 가수 이시다 아유미
  - 미국의 농구인 주니어 브리지먼
- 3월 12일 - 미국의 영화배우 브루스 글로버
- 3월 13일
  - 러시아의 음악작곡가 소피아 구바이둘리나
  - 세르비아의 축구인 라디샤 일리치
- 3월 15일
  - 미국의 농구선수 슬릭 왓츠
  - 미국의 영화배우 윙스 하우저
- 3월 16일 - 벨기에의 영화배우 에밀리 드켄
- 3월 17일 - 홍콩의 기업인 리자오지
- 3월 18일 - 대한민국의 아나운서 송재익
- 3월 19일 - 대한민국의 정치인 오한구
- 3월 20일 - 아일랜드의 자동차경주선수 에디 조던
- 3월 21일
  - 소련의 외교관 올레크 고르디옙스키
  - 대한민국의 정치인 곽영달
  - 튀르키예의 영화배우 필리즈 아큰
  - 미국의 권투선수 조지 포먼
- 3월 25일
  - 대한민국의 정치인 김혁규
  - 일본의 영화감독 시노다 마사히로
  - 대한민국의 정치인 정구용
  - 대한민국의 기업인 한종희
- 3월 26일
  - 대한민국의 작곡가 배상태
  - 이스라엘의 기업인 스테프 베르트하이메르
- 3월 27일 - 홍콩의 영화배우 구펑
- 3월 28일 - 오스트레일리아의 영화배우 리처드 노턴
- 3월 29일 - 미국의 영화배우 리처드 체임벌린
- 3월 31일
  - 미국의 영화배우 샨 바버라 앨런
  - 대한민국의 정치인 장제원
  - 미국의 영화배우 패티 말로니